# Southern Air
Southern Air är ett amerikanskt flygbolag med huvudkontor i Norwalk, Connecticut.
Flygbolaget bedriver flygplansleasing med besättning (ACMI) och charterverksamhet med Boeing 777 och flygfrakt för bland annat den amerikanska militären med Boeing 747-fraktplan. Dess huvudsakliga bas är på Ted Stevens Anchorage International Airport.

## Historia
Flygbolaget bildades den 5 mars 1999 av tillgångarna i Southern Air Transport och inledde sin flygverksamhet i november 1999.
Den 7 september 2007 förvärvade Oak Hill Capital Partners majoritetsägandet i Southern Air och fusionerade Cargo 360 till flygbolaget. Bolaget har idag 750 anställda.
I februari och mars 2010 levererades två Boeing 777-fraktflyg till Southern Air.

## Flotta
Så här såg Southern Airs flotta ut den 31 maj 2011:
| Flygplan       | Antal | Noteringar |
| -------------- | ----- | ---------- |
| Boeing 747-200 | 13    |            |
| Boeing 747-300 | 1     |            |
| Boeing 777F    | 2     |            |
| Totalt         | 16    |            |